# 霊山寺 (鳴門市)

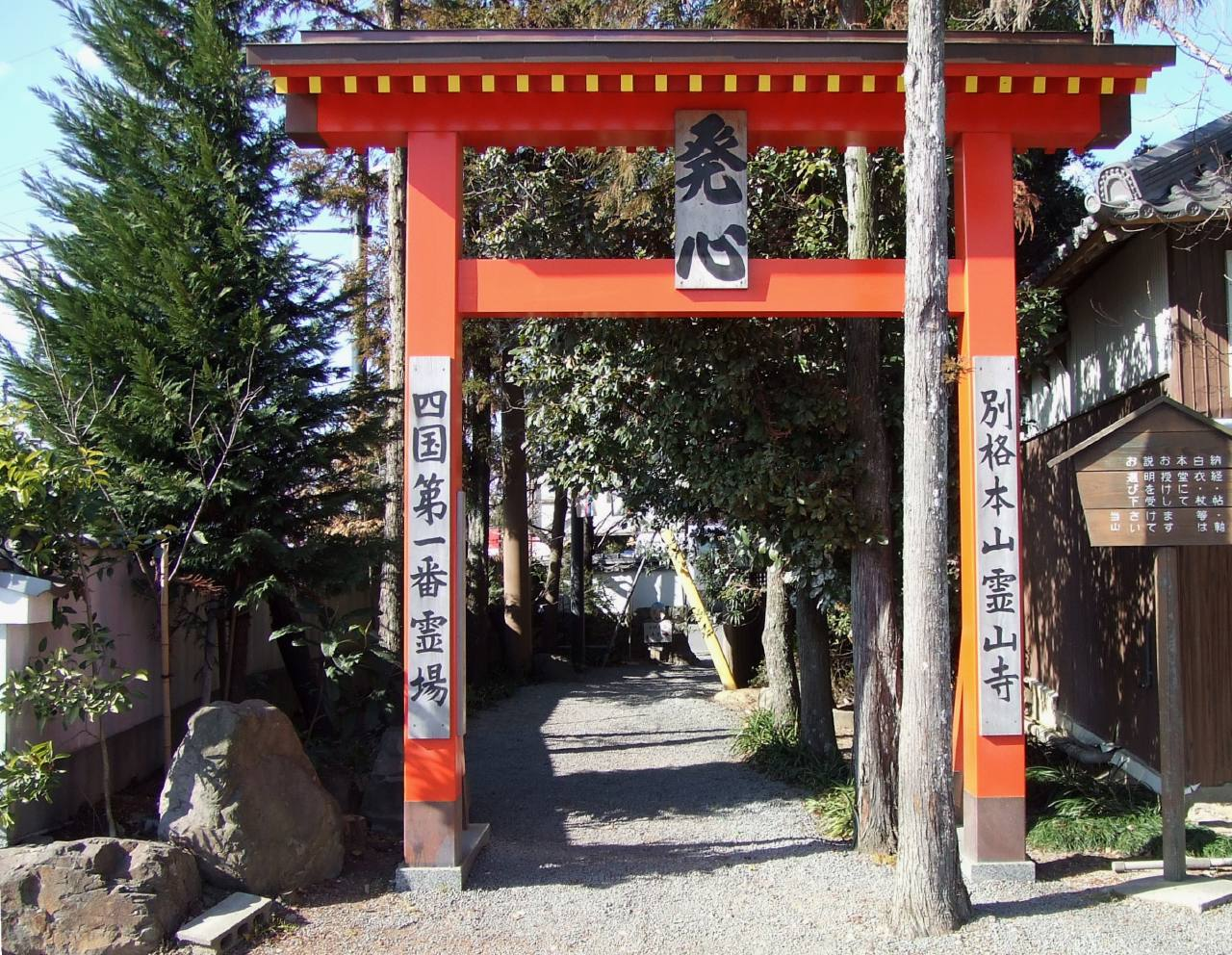
発心の門

霊山寺（りょうぜんじ）は徳島県鳴門市にある高野山真言宗の寺院。山号は竺和山（じくわさん）、院号は一乗院（いちじょういん）と号す。本尊は釈迦如来。四国八十八箇所第一番札所。とくしま88景に選定されている。日本遺産の第一弾として2015年4月24日に選ばれた18件（15番）のうちの一つとして「四国遍路」-回遊型巡礼路と独自の巡礼文化- が選ばれ、当寺は四国八十八箇所の88の寺院と阿波遍路道・土佐遍路道・伊予遍路道・讃岐遍路道で構成されたその文化財の一つである。当札所以降2番札所から88番札所まで同文につき、この日本遺産に関する記述を省略する。
- 本尊真言：のうまくさんまんだ ぼだなん ばく
- ご詠歌：霊山（りょうぜん）の 釈迦のみ前にめぐりきて よろずの罪も 消えうせにけり

## 歴史
寺伝によれば奈良時代、天平年間（729年 – 749年）に聖武天皇の勅願により、行基によって開創された。
弘仁6年（815年）に空海（弘法大師）がここを訪れ、21日間（三七日）留まって修行したという。その際、天竺（インド）の霊鷲山で釈迦が仏法を説いている姿に似た様子を感得し天竺の霊山である霊鷲山を日本、すなわち和の国に移すとの意味から竺和山霊山寺と名付け、持仏の釈迦如来を納め霊場開創祈願をしたという。その白鳳時代の身丈三寸の釈迦誕生仏が残っている。また、本堂の奥殿に鎮座する秘仏の釈迦如来は空海作の伝承を有し、左手に玉を持った坐像であり、2014年（平成26年）に4か月間開帳された。
室町時代には三好氏の庇護を受けており、七堂伽藍の並ぶ大寺院として阿波三大坊の一つとして栄えたが、天正10年（1582年）に長宗我部元親の兵火に焼かれた。その後徳島藩主蜂須賀光隆によってようやく再興されたが1891年（明治24年）の出火で、本堂と多宝塔以外を再び焼失したが、その後の努力で往時の姿を取り戻し第1番札所としてふさわしい景観になっている。

## 境内

十三仏

- 山門（仁王門） - 入母屋造楼門。

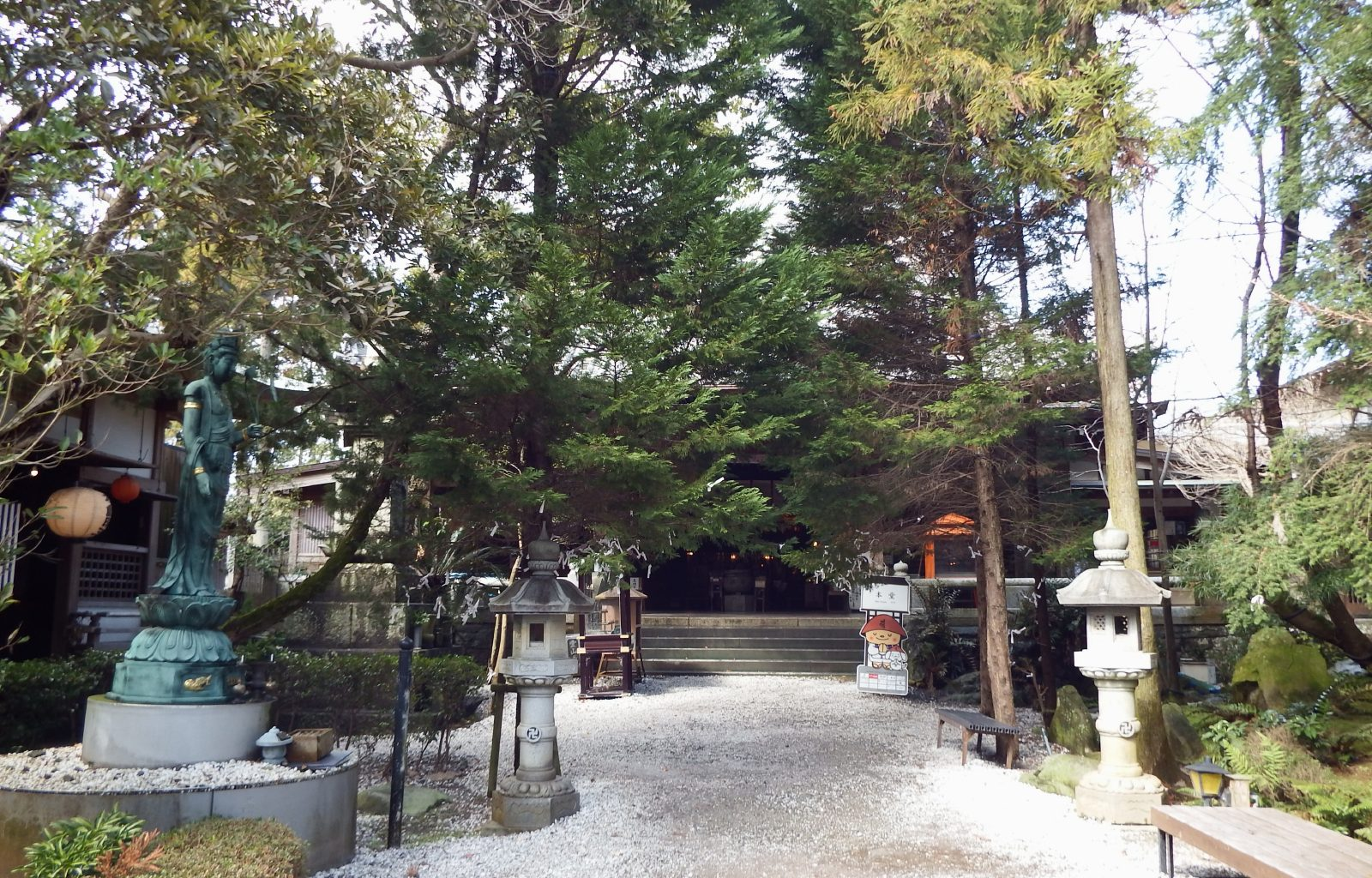
本堂

- 本堂 - 拝殿に奥殿が増築された構造で、拝殿の中央天井には龍が描かれ多くの吊り灯篭が下がっている。拝殿右隅上には地蔵菩薩三尊像が、左隅には釈迦像、その上には赤い賓頭盧尊者坐像（向かって左）とその右に修行大師姿の納札大師（のうさつだいし）[3]がいる。拝殿と奥殿の繋ぎ部分は団体専用予約席になっていて、その天井には星座が光る。秘仏本尊の厨子の前には仏舎利を納めた小厨子がある。
- 大師堂 - 全身漆黒の大師像が拝顔できる。
- 多宝塔 - 五智如来像を安置している。応永年間（1394年 – 1428年）の建造。
- 十三仏堂 - 不動明王堂に続く十二仏堂。
- 紀州接待所 - 紀州有田接待講が文政元年（1828年）より衰退期もあったが現在まで行われている。今は春の4日間のみ。山門を入ってすぐ右にある[4]。
- 縁結び観音立像（石像）：山門を入って左の手水舎の背後に立ち、水かけ観音として様々な縁にご利益がある。
- 鐘楼堂
- 大池 - 鯉が泳ぐ極楽を象った放生池（ほうじょうち）[注釈 1]で大師堂の前にあり橋がかかっていて、池の中の6体の童子が地蔵菩薩を祈る。
- 小池 - 小さい滝がある泉水（しみず）池で大師堂に向かって左にあり、小さい阿弥陀如来が中に坐する。明治の庭の要素をなす。
- 明治の庭 - 本堂に向かって右前にある小さい庭。
- 庭園 - 境内の北東にある大きな庭、居上真人[注釈 2]製作による孫悟空のモニュメント作品10点が点在。
- 句碑歌碑 - 仁王門の右前に木村閑流の「うたた寝のときも手に持つ遍路杖」の句碑があり、多宝塔の右前に木村閑流の「南無大師遍照金剛田のみま寸 〇手乃山の心さ〇花」の歌碑がある。
- （参照）献灯 - 原爆の火 。1990年8月6日より当境内にあったあったが、近年、東林院へ移設された。
- 売店および納経所 - 境内の東側の駐車場横にあり、個人・団体全ての納経を扱う。また、賞状式の満願之証を授けてもらえる（小は1000円2名連名は1500円、大は1名も2名連名も2000円）。

境内の東側の駐車場から「発心の門」をくぐると山門前に出る。山門を入り、先に進むと左手に多宝塔、右手の池の先に大師堂があり、正面の奥に本堂がある。本堂に向かって左に十三仏の最初の不動明王坐像が祀られ、その左に続く十二仏が立姿で並んでいる。
足が不自由な場合など本堂への石段を登るのが困難な場合は、本堂西側（料理旅館の前）の入り口から本堂へ直接行くことができる。

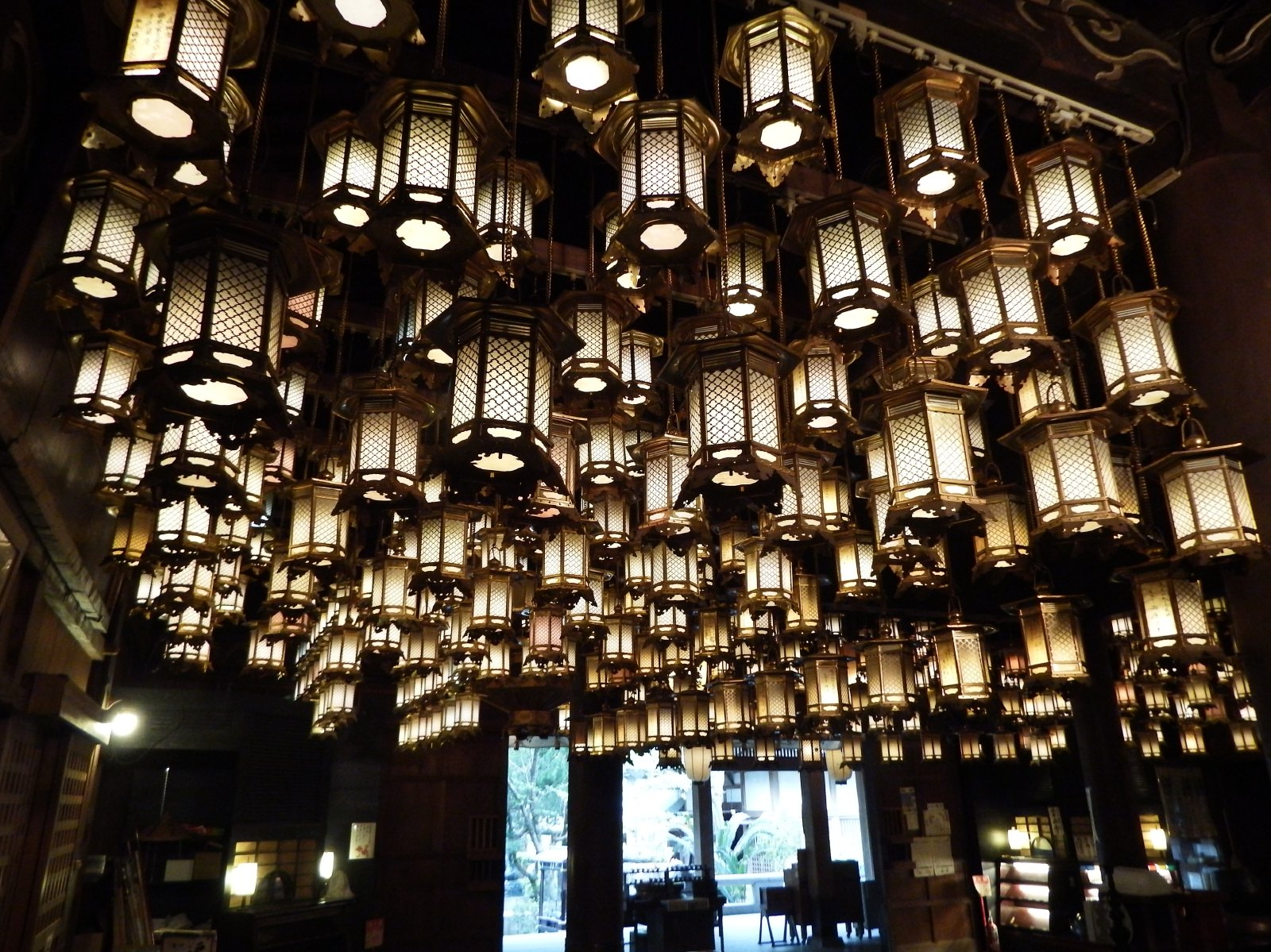
本堂の吊り灯篭
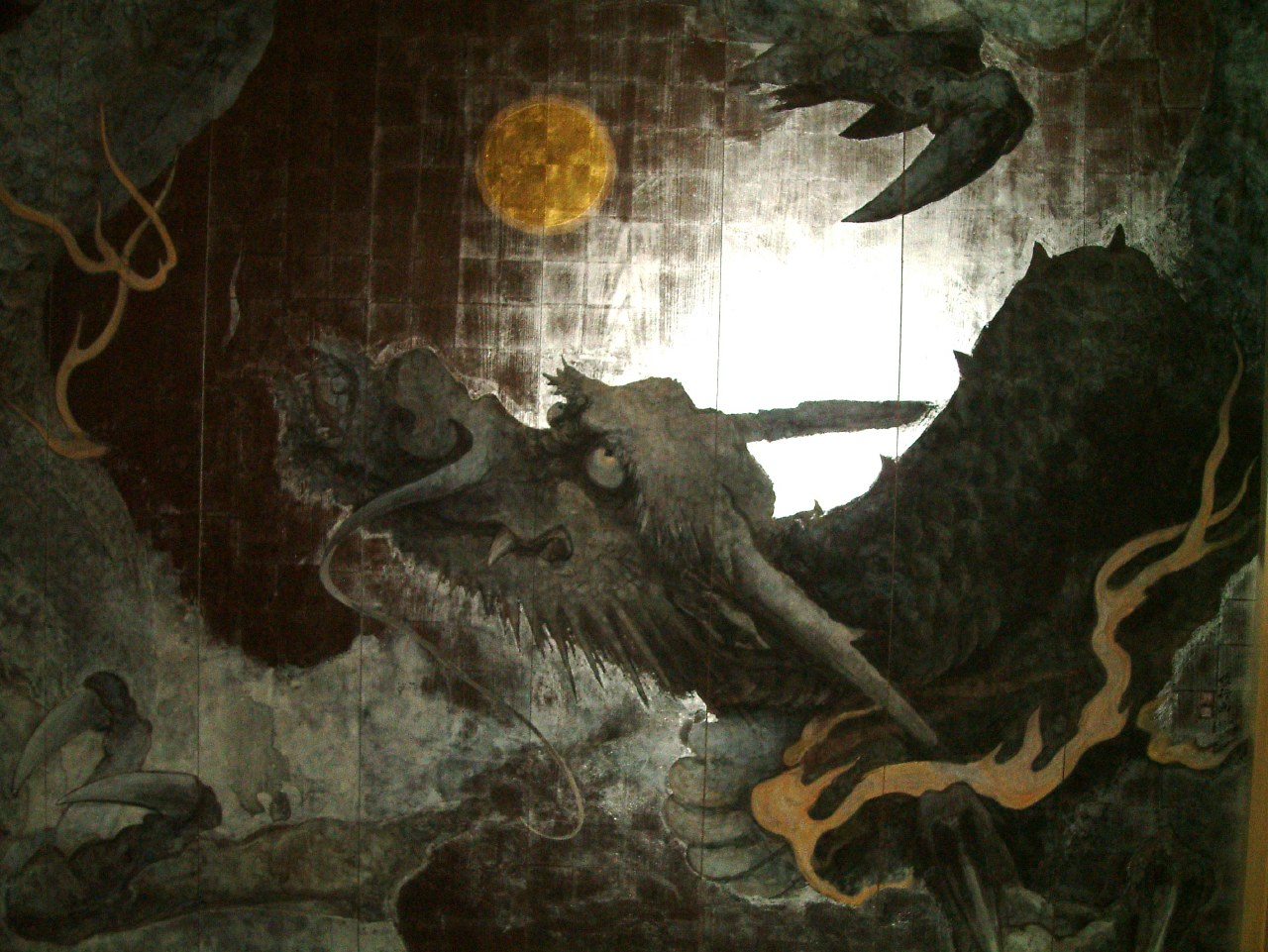
本堂の天井絵
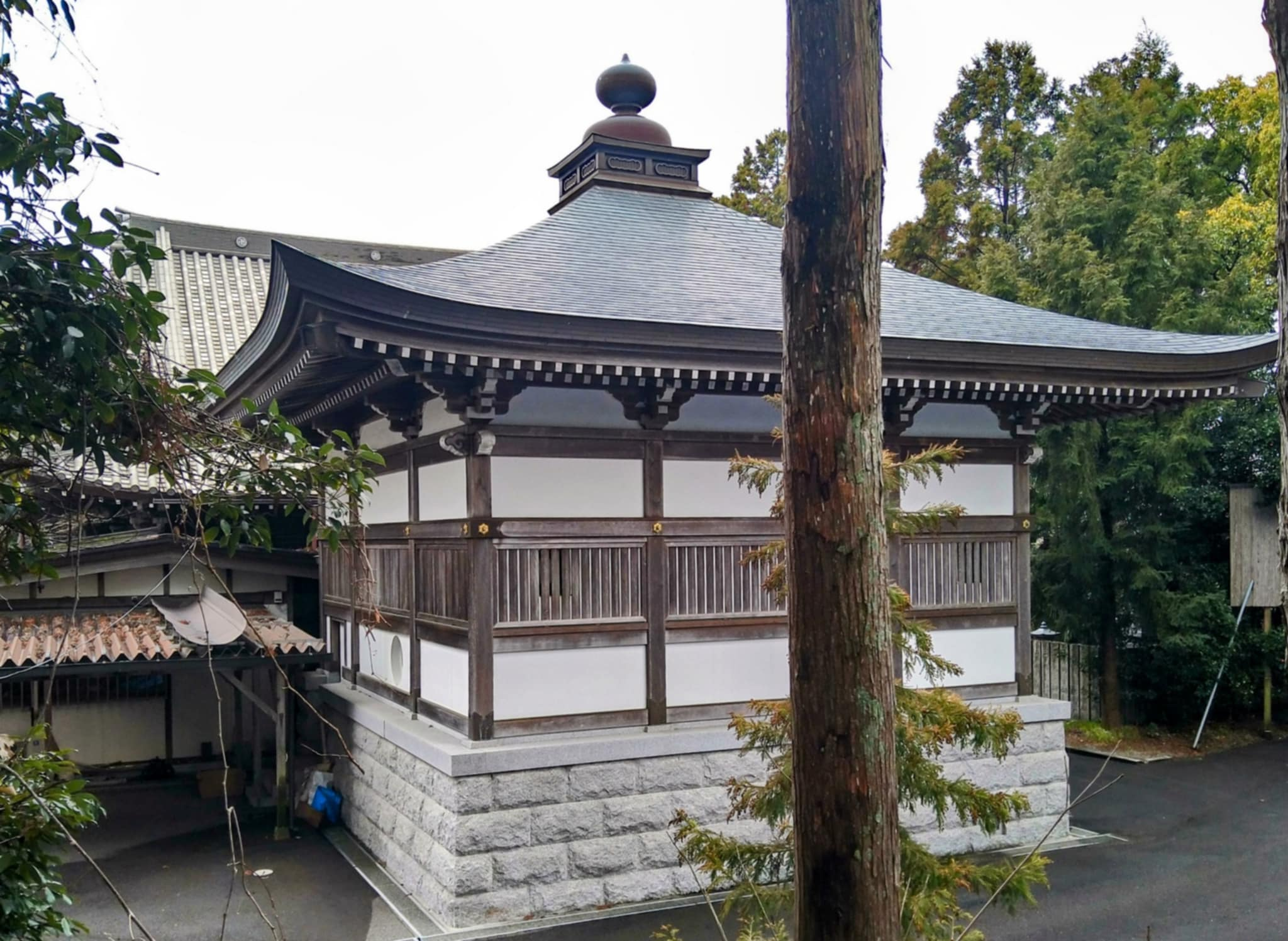
本堂奥殿
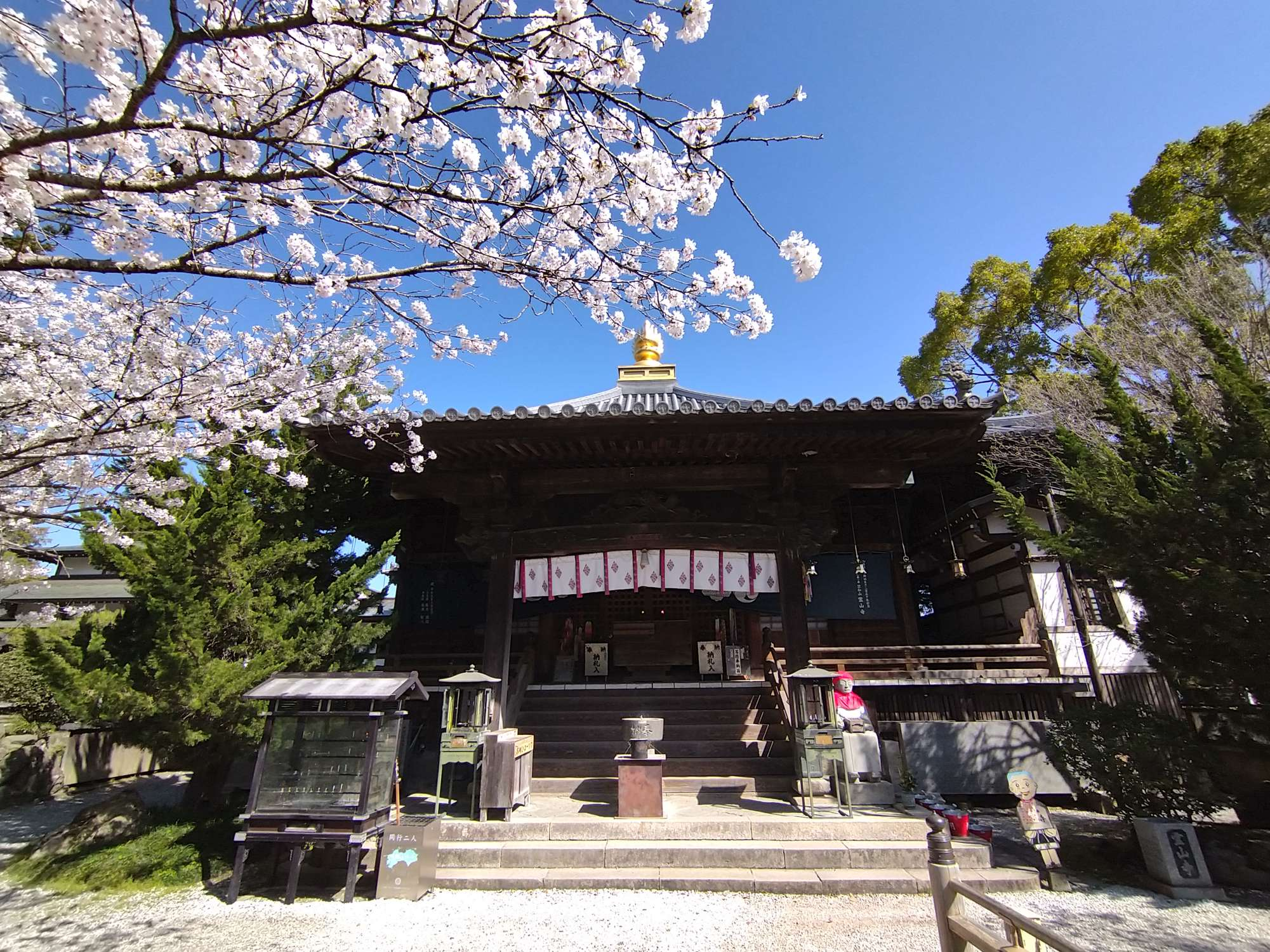
大師堂
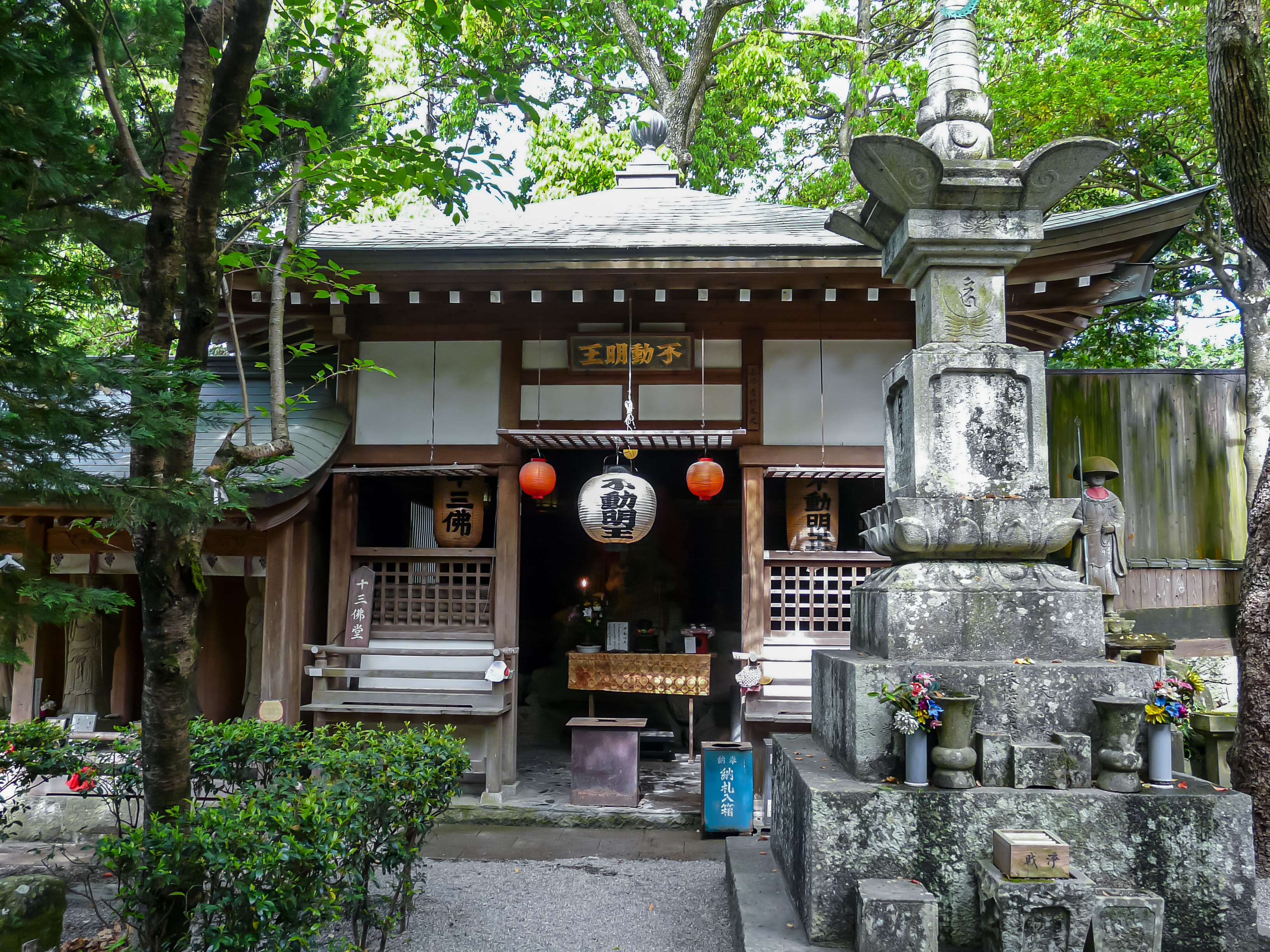
不動明王堂
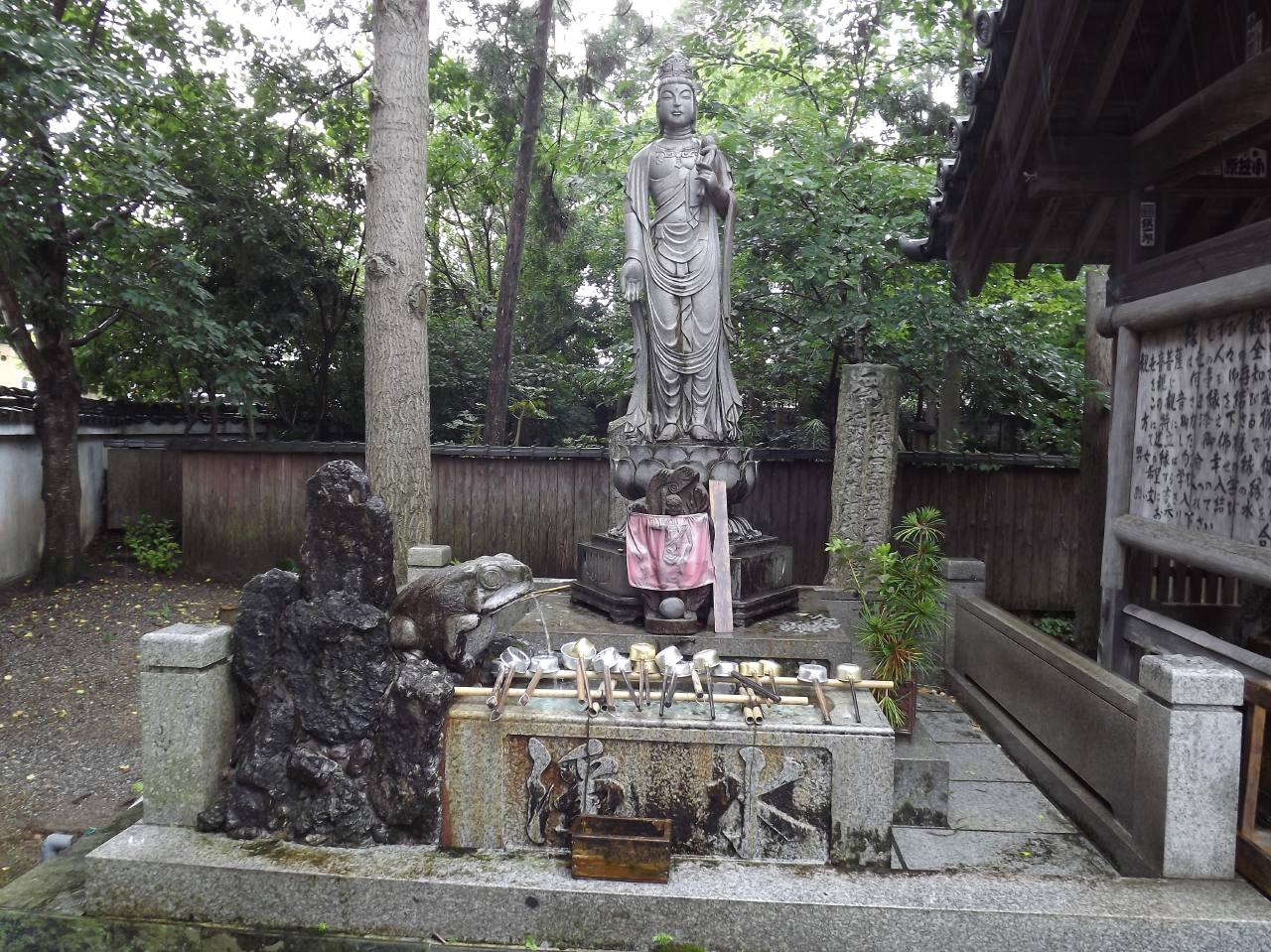
縁結び観音像
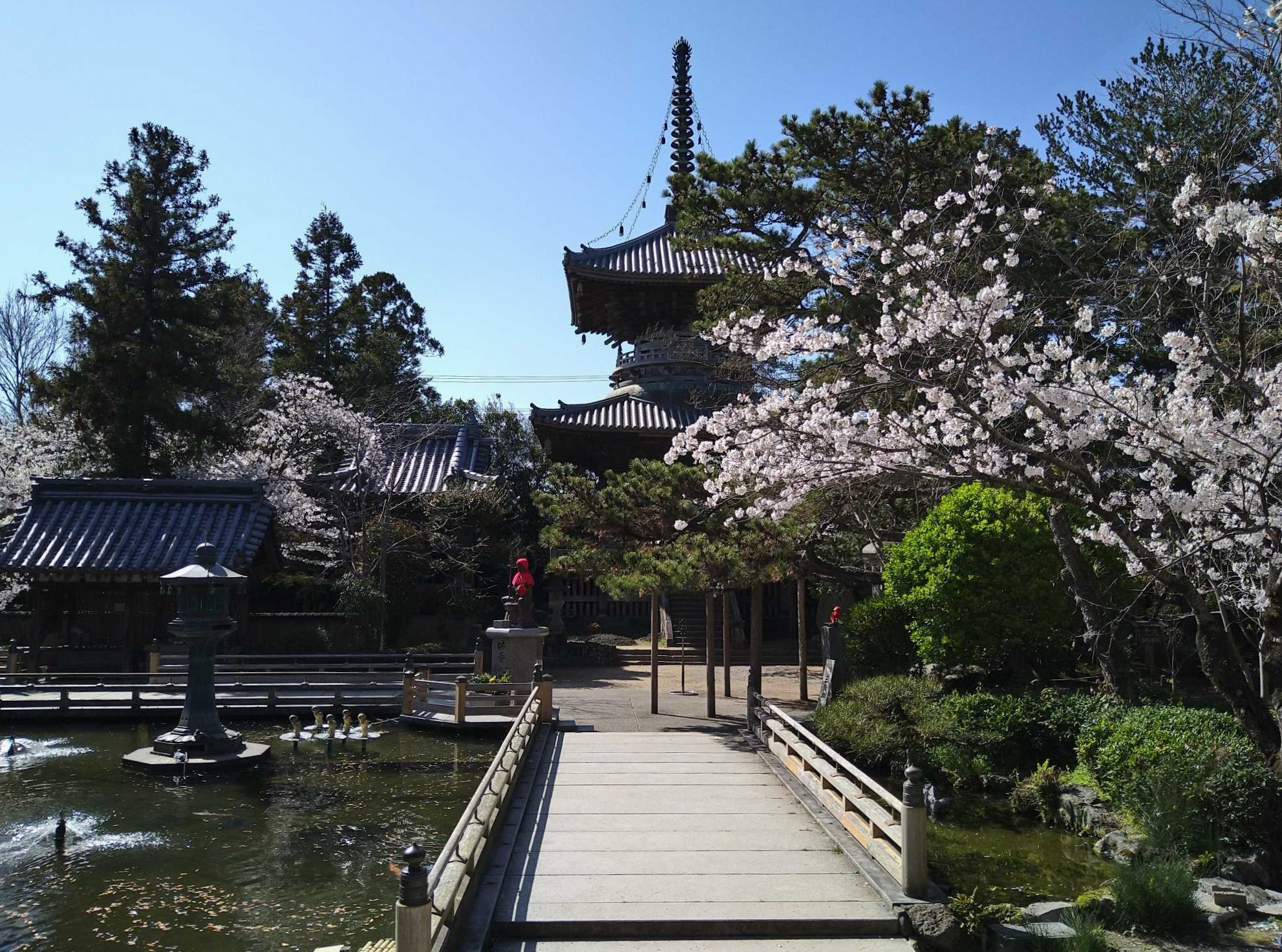
大池（放生池）
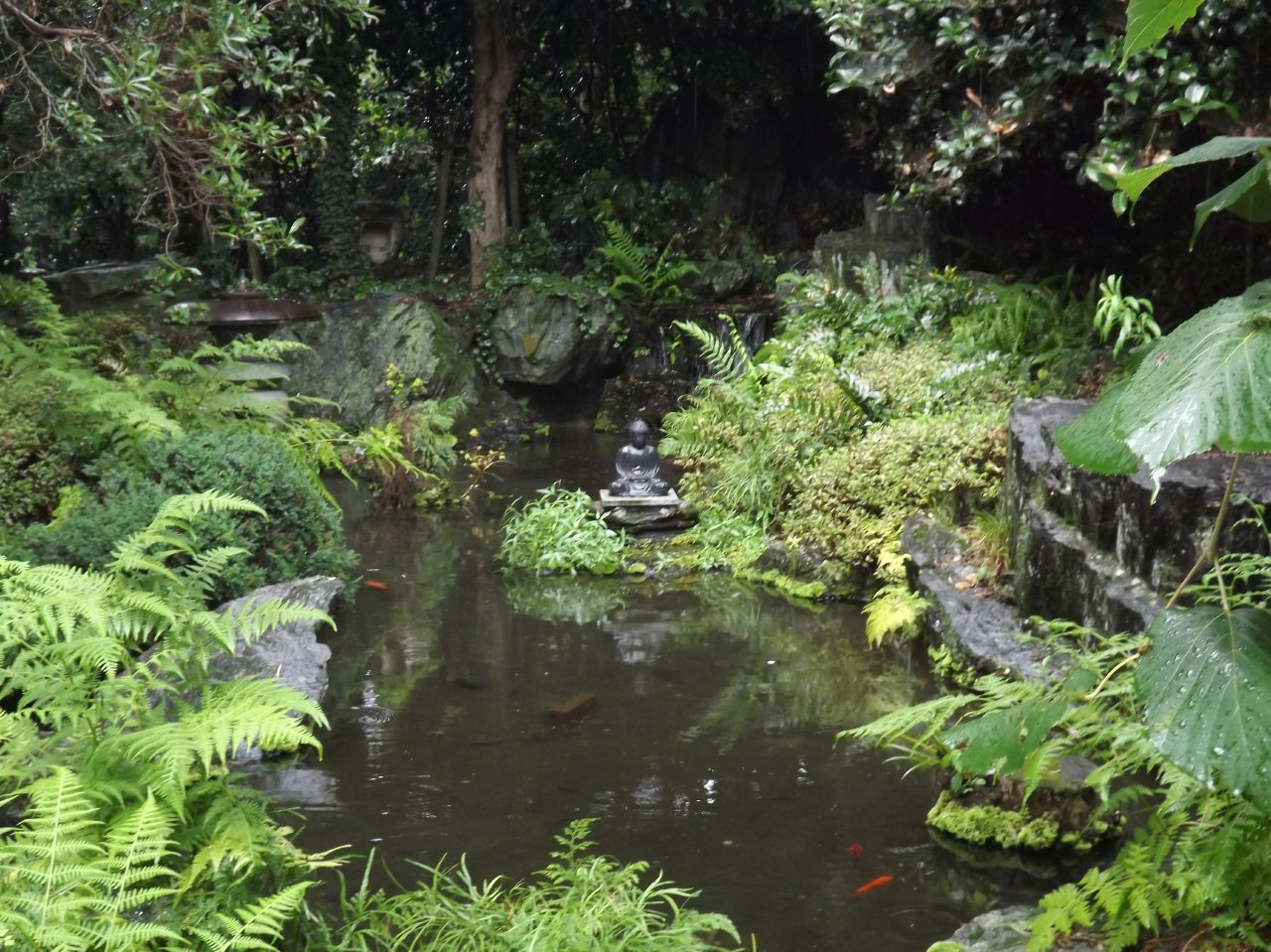
小池（泉水池）
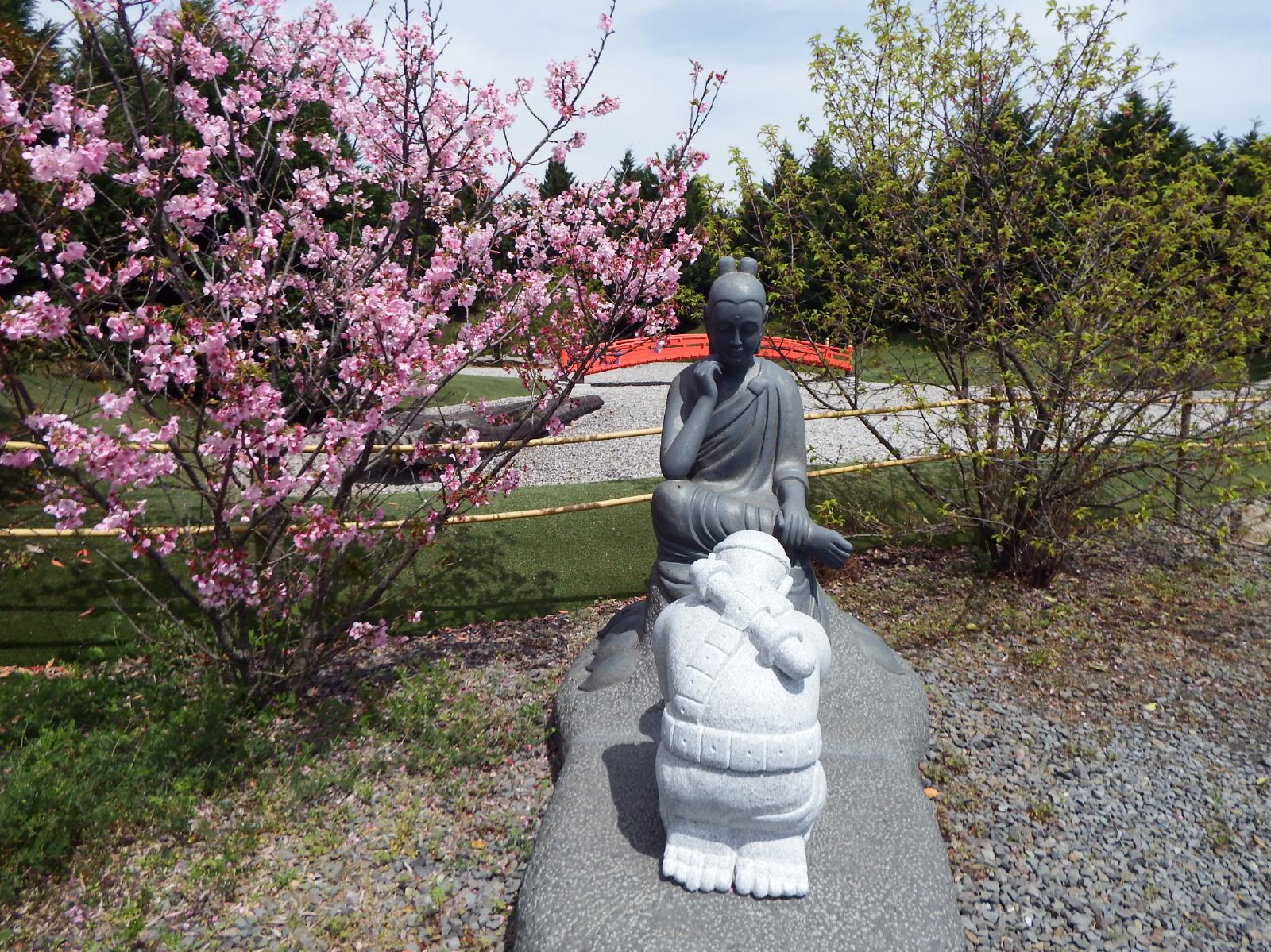
庭園にあるモニュメント
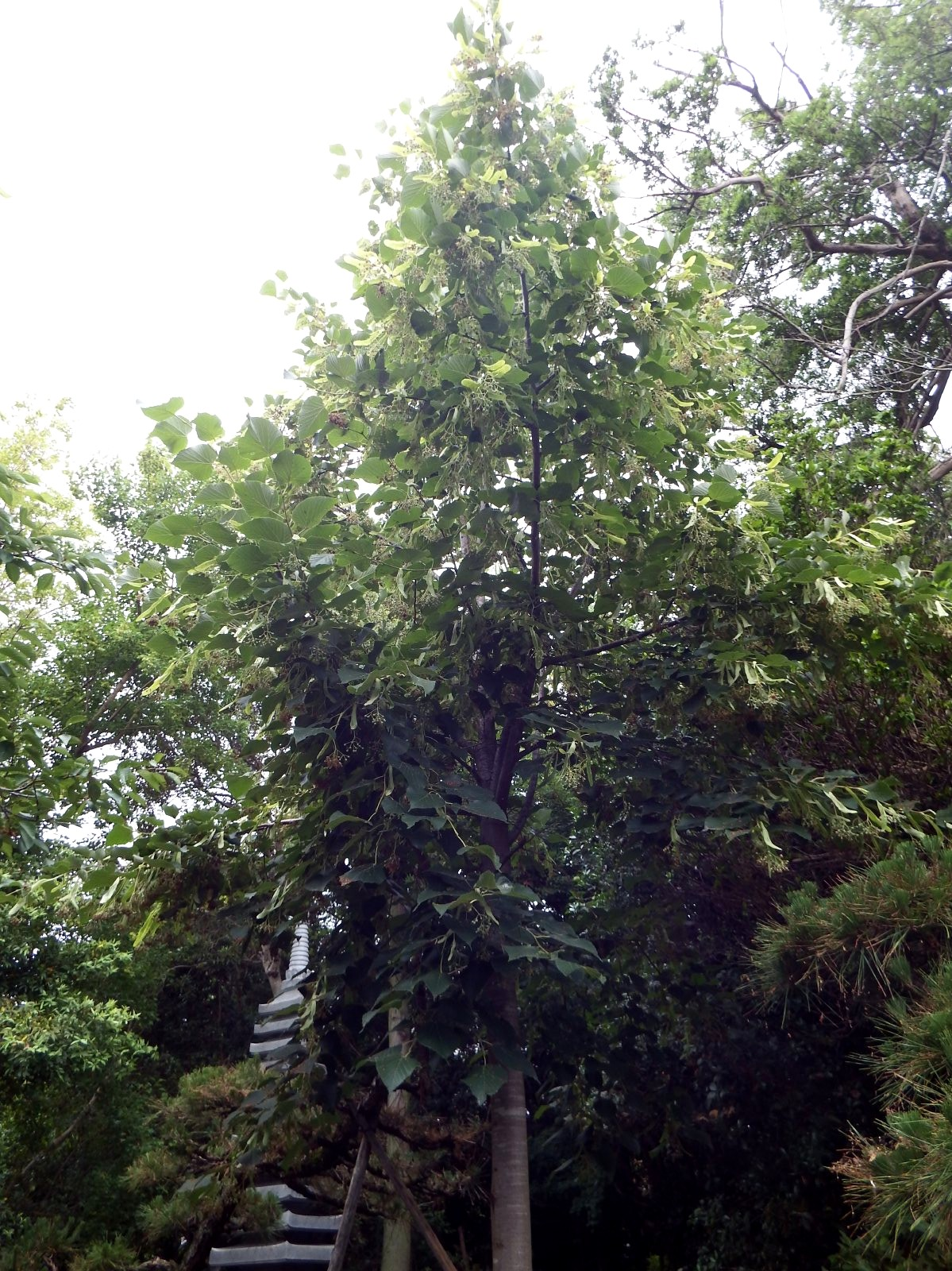
境内中央にある菩提樹
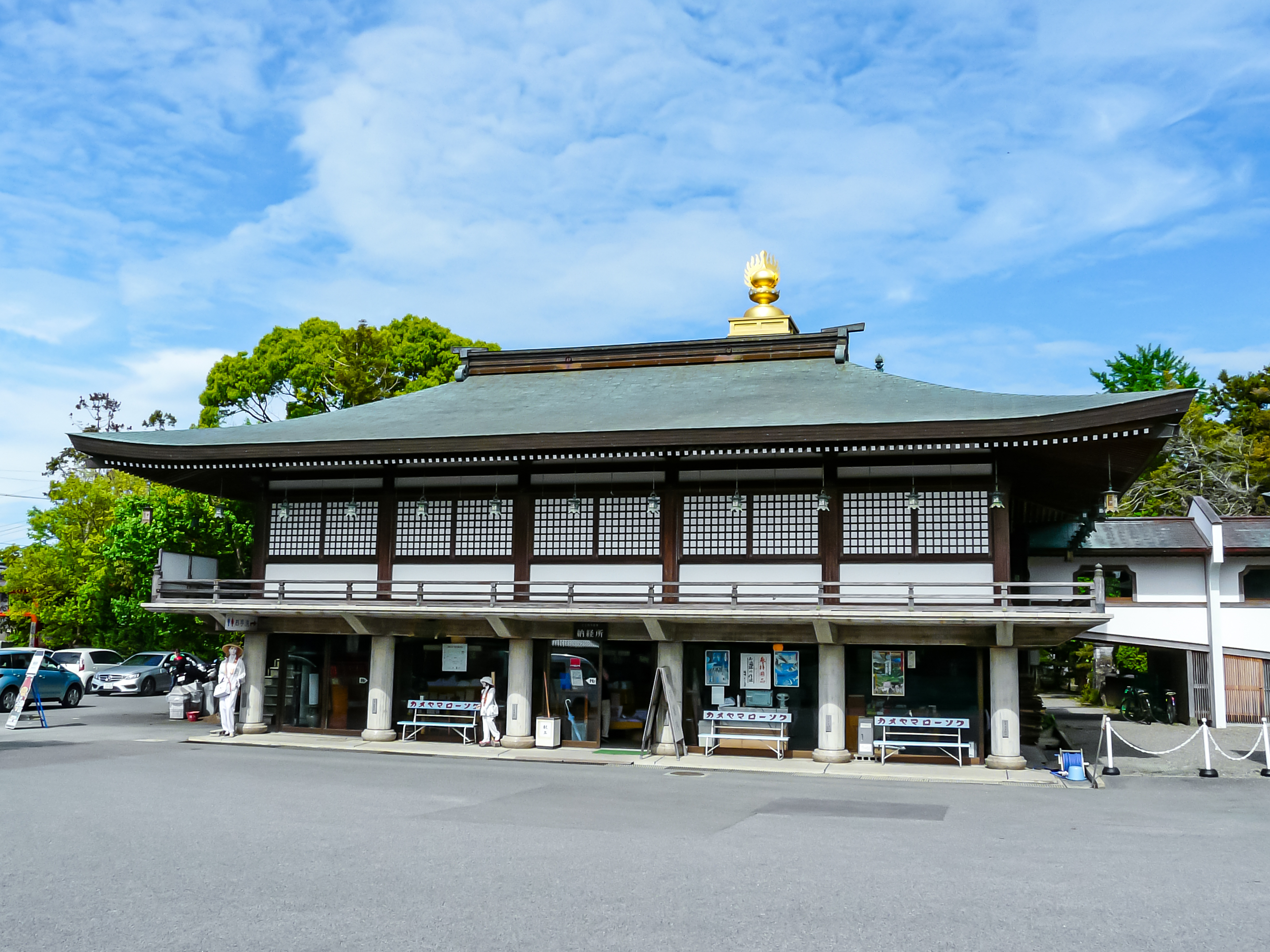
納経所兼売店

## 行事
- 正月三が日：正月護摩祈祷。
- 2月節分：星祭り、厄除け祈祷。
- 2月21日 - 末日：接待講、お遍路を菓子などで接待する。
- 4月第1日曜：釈迦誕生会、青葉祭り、花祭り。
- 6月15日：大師誕生会、青葉祭り。

ほか、毎月1日には護摩供養が行われる。

## 境内周辺

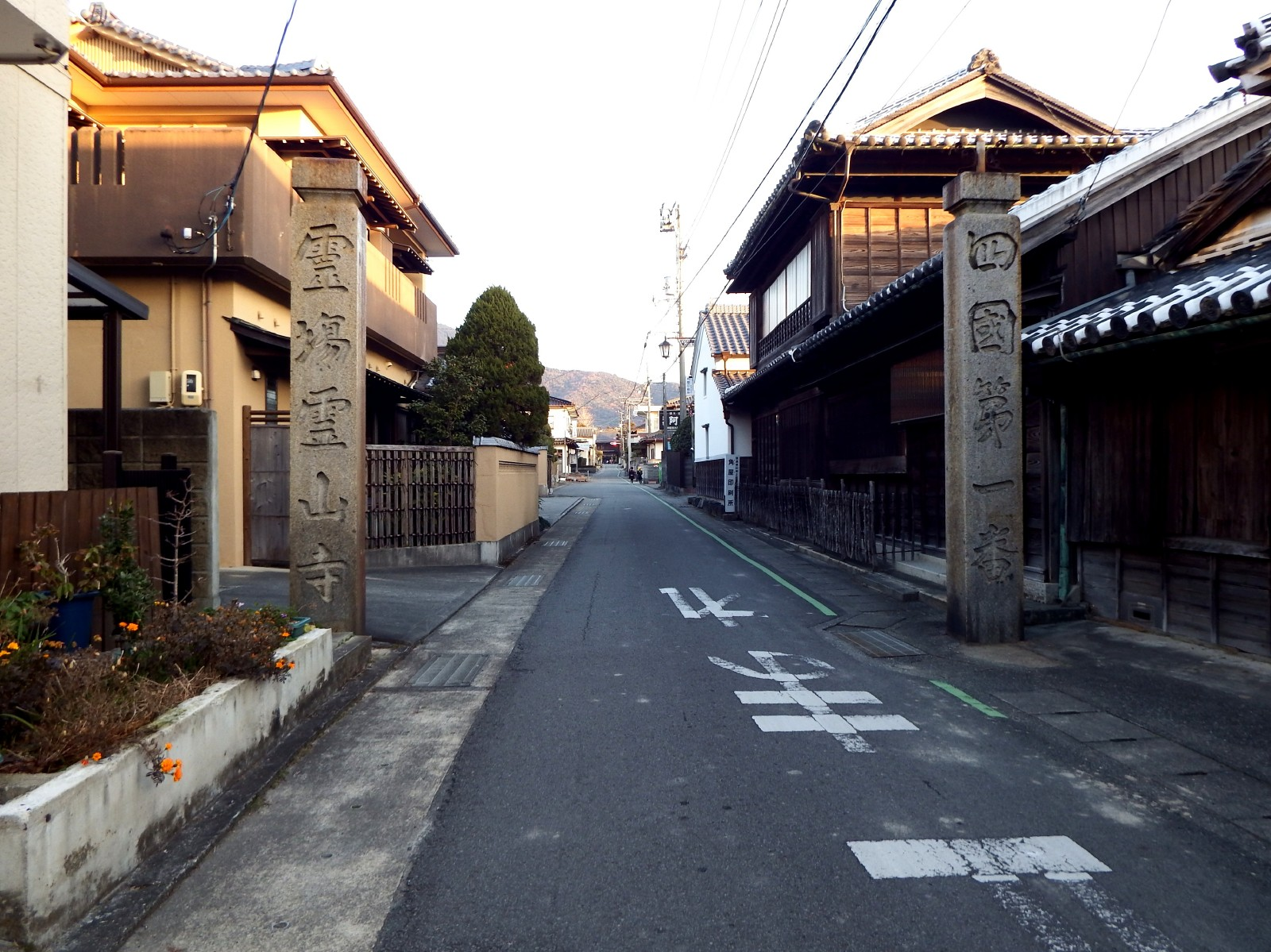
石柱門と門前通り

板東駅から撫養街道を経て山門までの参道には緑色のペイント「Green Line」が引かれ当寺に至る。
- 宿坊 - 休業中。
- 駐車場 - 普通車100台・バス10台。無料。
- モニュメント - 庭園および駐車場には彫刻家・居上真人（四国大学短期大学部教授）の屋外彫刻が点在している。
- 石柱門 - 撫養街道・板東郵便局横の丁字路から北へ向かう門前通りにある。通りに沿って遍路宿（民宿）がある。

## 交通アクセス
鉄道
- 四国旅客鉄道（JR四国） 高徳線 - 板東駅 下車 徒歩10分　正月三が日のみ 特急「うずしお」の一部が臨時停車する。

バス
- 徳島バス 鳴門大麻線「霊山寺前」下車 徒歩1分
- 高松自動車道 鳴門西バスストップから徒歩12分。上り側：鳴門市賀川豊彦記念館西側。下り側：ドイツ村公園北側。

道路
- 一般道：徳島県道12号鳴門池田線 霊山寺前 (0.1 km)
- 自動車道：高松自動車道 板野IC (3.0 km)、徳島自動車道 藍住IC (6.3 km)

## 霊場情報

### 札所番号
寺伝その他の言い伝えでは空海が弘仁6年（815年）に四国霊場を開き、札所と札所番号を定めたことになっているが、これは史実ではない。四国は奈良時代から山岳信仰（後の修験道）の修行地で、空海も唐に渡る前には私度僧として修行のために故郷でもある四国で修行をしたが、唐から戻って後、特定の八十八箇寺を札所として定めたことはなく、後の人々が空海ゆかりの寺々を霊場に定めたものと推定される。実在の人物としての空海は、弘仁年間には都で密教の普及に努めていた。
江戸時代に入り庶民による霊場巡礼が盛んになると、四国を修行した僧などが案内書を出版するようになる。そのうちの一人である真念が「四国遍路道指南（しこくへんろみちしるべ）」を貞享4年（1687年）に出版した。現存する書物の中で、各寺に札所番号を記したのはこの本が最も古いとされている。当時大坂から四国へ渡るには淡路島を経由し鳴門から四国入りするルートがあり、鳴門の撫養（むや）の港に最も近い当寺を第1番札所としたと推測される。なお、その本の出版より34年前に巡拝した澄禅は「四国遍路日記」に、すでに当時の阿波国の中心は吉野川の北岸から南岸に移っていて、和歌山から徳島城の近くに上陸すると井戸寺がいちばん近い札所寺になっていたにもかかわらず、当寺から始めるのが通例であると書かれていることから、真念より以前すでに番号が付いていた可能性も否定できない。だが、真念の出版の2年後に出された真念と親交のあった寂本の「四國徧禮霊場記」には番号は記されて無くしかも善通寺から始まっている。また真念より約10年後に出された「奉納四国中遍路之日記」は当寺から始まりほぼ同じ順番であるが、この日記で現在と順番が違っている部分は、59国分寺 → 62一の宮 → 61香園寺 → 60横峰寺 → 64石づち山 → 63吉祥寺 → 65三角寺と記されているが、番号は記されてない。

### 本尊開帳
当寺の本尊は現在は秘仏になっているが、前述の真念の四国遍路道指南には本尊の姿大きさ（坐像二尺大師御作）が記入されていて秘仏とはされていない。札所番号で記すると10・13・21・23・24・25・26・30・31・32・35・34(記述なし)・36・37・39・45・46・49・64・68・73は秘仏となっているがそれ以外は記されていることから見ることができたようである。なお、現在の開帳状況（寺名のみは本堂）を各札所ページに記しているのを集約して記する。
- 正月期間：熊谷寺、金剛頂寺、金剛福寺、金倉寺、八栗寺、本堂以外では仏木寺聖徳太子堂、立江寺大師堂、八栗寺多宝塔
- 月1度：毎月18日熊谷寺、毎月21日本山寺大師堂
- 年1度：1月12日 太龍寺、2月15日 法輪寺、3月8日 種間寺、春秋の彼岸の日 曼荼羅寺、8月9日 明石寺、10月下旬 石手寺、毎年7月に白峯寺と志度寺でもあるが 日にちは不定期である。旧暦3月21日 太龍寺大師堂と金剛頂寺大師堂、4月19日仏木寺大師堂後堂、春秋の彼岸の日 大興寺大師堂
- 何十年か一度の定期御開帳：竹林寺(50年毎で次2064年）、観自在寺(50年毎で次2034年）、八坂寺(50年毎で次2034年）、石手寺本殿大師像(50年毎で次2073年）、太山寺(50年毎で次2064年）、延命寺(60年毎で次2076年)、吉祥寺(60年毎で次2038年)、三角寺(60年毎で次2044年)、大興寺(60年毎で次2077年)、道隆寺(50年毎で次2073年）、讃岐国分寺(60年毎で次2040年)、根香寺(33年毎で次2036年)、大窪寺(50年毎で次2064年）

### 弘法大師像開帳
通常ほとんどの場合自由に大師像を拝顔できる寺院を札所番号で記する。
- 3・4・5・6・7・9・11・13・14・17・22・24・27・28・31・32・34・36・37・38・39・41・43・46・47・48・49・50・51・52・54・56・57・58・60・61・62・68・69・72・76・77・79・80・82・83・84・85・86

事前に許可を取れば大師像を拝顔できる寺院。
- 87・88

...本尊・大師像ともに寺院の都合により予定変更あり及びこれ以外にもあり

## 奥の院
東林院
「種蒔き大師」とも呼ばれる。空海（弘法大師）は自らクワを持って米や麦の種を蒔き、また、民衆の心に菩提（さとり）の種を蒔くべく教えを説いた。以来、種蒔き大師として信仰を集めている。かつての遍路修行者達はここを参拝して心に菩提の種を蒔き、四国霊場を巡ることによってその芽を育てた、これこそが1番の奥の院たるゆえんであるとする。弥勒菩薩坐像（重要文化財）の収蔵堂を2023年に新築して拝観できるようになった。
- 所在地：徳島県鳴門市大麻町大谷字山田59 （東林院）

大麻比古神社『四国遍礼霊場記（寂本1689年）』には大麻彦権現今当寺の奥院と称すこの神域は当国の一ノ宮とせり社は国守造営せらるとあり、『四国遍礼名所図会（1800年）』には大麻彦社は八丁北にあり当社往昔は山上にありしが今は麓に在りとあり、当寺の項目に合わせて記されていることから明治初年の神仏分離以前は当寺の奥之院であった。江戸時代中期には本社・伴社・中宮明神・西宮・聞求持堂・鐘楼堂と壮大な伽藍であったことが描かれている。

## 周辺の番外霊場
十輪寺
東林院と霊山寺の中間にあり、空海が学僧を集めて密教の教義について論議を行ったことから「談義所」とも呼ばれ、白雉2年（651年）に智光律師によって開創された。地蔵菩薩が本尊の寺である。
- 所在地：徳島県鳴門市大麻町萩原字アコメン15 （十輪寺）

## 前後の札所
四国八十八箇所
88 大窪寺 --(38.8 km：大坂峠経由)-- 1 霊山寺 --(1.4 km)-- 2 極楽寺
四国霊場十三仏
88 大窪寺（薬師如来） -- 1 霊山寺（釈迦如来） -- 14 常楽寺（弥勒菩薩）

## 周辺
- ドイツ村公園 - 徒歩5分。板東俘虜収容所の跡地。
- 阿波大正浪漫 バルトの庭 - 徒歩6分。映画「バルトの楽園」のロケセットや実際の板東俘虜収容所兵舎を移築した博物館・テーマパーク。
- 道の駅第九の里 - 徒歩12分。
- 鳴門市賀川豊彦記念館 - 徒歩12分。
- 鳴門市ドイツ館 - 徒歩12分。
- 大麻比古神社 - 徒歩12分。阿波国一宮。境内にドイツ橋。